# Као (ера)
Као (嘉応) је јапанска ера (ненко) која је настала после Нинан и пре Џоан ере. Временски је трајала од априла 1169. до априла 1171. године и припадала је Хејан периоду. Владајући монарх био је цар Такакура.

## Важнији догађаји Као ере
- 1169. (Као 1, трећи месец): Бивши цар Го-Ширакава одлази на ходочашће на планину Која.[3]
- 1169. (Као 1, шести месец): Го-Ширакава постаје будистички монах узимајући титулу „хоо“.[3]
- 1169. (Као 1, дванаести месец): Дворски „чунагон“ Фуџивара но Нурисика, протеран је у провинцију Бинго као последицу притужби будистичких монаха са планине Хиеи али је убрзо позван назад у престоницу због старих услуга према цару Го-Ширакави.[3]